# 鮑長暄
鲍长暄（?—?），北齐渤海郡人，鲍季详从弟。

## 传记
鲍长暄兼通、并且擅长讲授《礼传》。北齐后主武平末年，为任城王高湝的丞相掾，经常在京都邺城教授贵官子弟。
北齐天保七年（556年），文宣帝高洋命樊逊和冀州秀才高乾和、瀛州秀才馬敬德、許散愁、韓同寶、洛州秀才傅懷德、懷州秀才古道子、廣平郡孝廉李漢子、渤海郡孝廉鮑長暄、陽平郡孝廉景孫、前梁州府主簿王九元、前開府水曹參軍周子深，借邢子才、魏收等人的家藏古籍，刊定《五经》诸史。
北齐灭亡后，回到家乡讲学讲经，在家中去世。